# Букорац, Стефан
Сте́фан Букорац (серб. Стефан Букорац / Stefan Bukorac; род. 15 февраля 1991, Сремска-Митровица, Воеводина) — сербский футболист, полузащитник, защитник клуба «Напредак».

## Карьера
В молодости Стефан выступал за такие клубы как: «Полет», «Срем», «Партизан» (Витоевци), «Единство».
C 2008 года выступал на взрослом уровне за «Доньи Срем». За 7 лет провёл в основном составе 131 матч и забил 3 гола. В январе 2015 года уехал в Грузию и стал игроком ФК «Динамо» (Тбилиси). В составе грузинской команды стал обладателем национального кубка. Летом Букорац вернулся на Родину и продолжил карьеру в команде «Металац». Сыграл 15 матчей и забил 1 гол. В начале 2016 футболиста подписал кипрский «Эносис», выступающий в первом дивизионе Кипра. За полгода сыграл всего лишь 4 матча.
7 июля 2016 года Стефан перешёл в черногорскую «Младост». 13 июля дебютировал в основном составе в гостевом матче лиги чемпионов против болгарского «Лудогорца».
В 2019 году подписал контракт с белорусским клубом «Торпедо-БелАЗ».
Летом 2024 года на правах свободного агента перешел в «Напредак». Дебютировал за новый клуб 17 июля против белградского «Партизана» (0:1). 10 октября забил первый гол за «Напредак» в ворота «Единства» (2:1).

## Достижения
- Вице-чемпион Сербии: 2011/12
- Обладатель Кубка Грузии: 2014/15